# Dolichopus excisus
Dolichopus excisus är en tvåvingeart som beskrevs av Friedrich Hermann Loew 1859. Dolichopus excisus ingår i släktet Dolichopus och familjen styltflugor. Arten har ej påträffats i Sverige. Inga underarter finns listade i Catalogue of Life.